# Florian Streibl

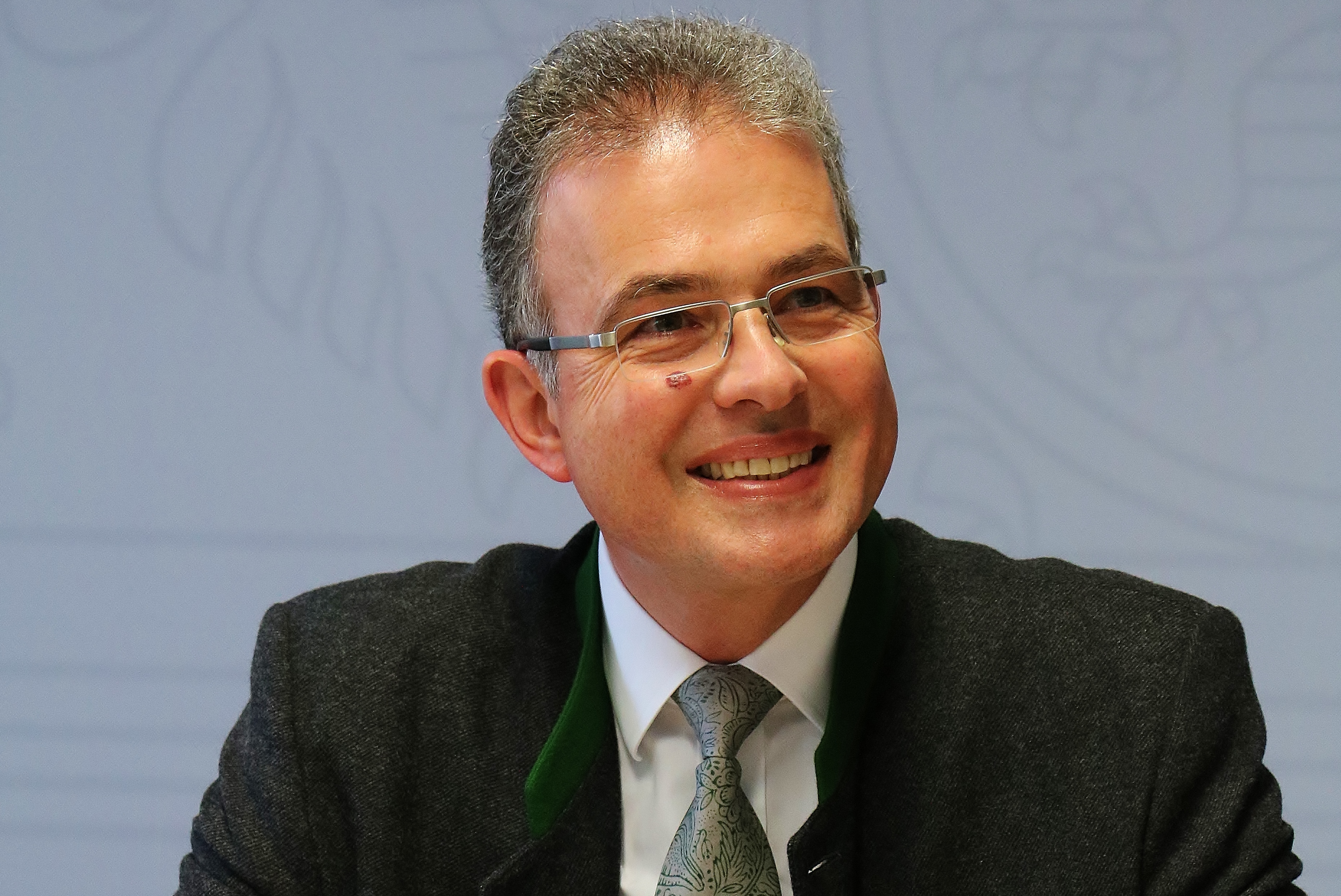
Florian Streibl (2016)

Florian Streibl (* 10. April 1963 in München) ist ein deutscher Kommunal- und Landespolitiker (Freie Wähler). Er ist seit 2018 Fraktionsvorsitzender der Freien Wähler im Bayerischen Landtag, dem er seit 2008 angehört.

## Leben / Werdegang
Florian Streibl wurde als Sohn des späteren bayerischen Ministerpräsidenten Max Streibl geboren.
Nach dem Abitur 1984 studierte er zunächst Theologie bis 1989 und anschließend Jura. Er wurde 1997 als Rechtsanwalt zugelassen.
Streibl gehörte von 1988 bis 1993 der CSU an, trat 2001 der Oberammergauer Wählergruppe Für unser Dorf bei und wurde 2008 Mitglied der Freien Wähler Bayern.
Bei der Landtagswahl 2008 zog er über die Liste im Wahlkreis Oberbayern erstmals in den Bayerischen Landtag ein. Er kandidierte im Stimmkreis Bad Tölz-Wolfratshausen, Garmisch-Partenkirchen, wo er mit 14,3 % der Erststimmen nach Martin Bachhuber von der CSU das zweitbeste Ergebnis erzielte. Bei den Landtagswahlen am 15. September 2013, am 14. Oktober 2018 und am 8. Oktober 2023 wurde er jeweils wieder gewählt; 2018 erreichte er dabei die höchste Stimmenzahl der Freien Wähler in Oberbayern.
Er war bis 2018 Parlamentarischer Geschäftsführer der Freie Wähler-Landtagsfraktion, gehört dem Ausschuss für Verfassung, Recht, Parlamentsfragen und Verbraucherschutz, dem Ausschuss für Eingaben und Beschwerden und der Datenschutzkommission des Bayerischen Landtages an. Streibl hatte wesentlichen Anteil am Zustandekommen des Untersuchungsausschusses zum Fall Gustl Mollath im Jahr 2013 und war dann einer der beiden Vorsitzenden neben Florian Herrmann (CSU).
Dem Untersuchungsausschuss zur Schottdorf-Affäre gehörte er ebenfalls an.
Am 5. November 2018 wurde Streibl mit 21 von 27 Stimmen zum Fraktionsvorsitzenden der Freien Wähler gewählt. 2023 wurde er einstimmig wiedergewählt.
Streibl ist verheiratet und hat zwei Kinder.
Er war von 2002 bis 2010 Vorstand des Diözesanrats des Erzbistums München und Freising.